# Stictoptera stygia
Stictoptera stygia là một loài bướm đêm trong họ Noctuidae.